# I Need You
I Need You (englisch für: Ich brauche dich) ist ein Lied der britischen Band The Beatles aus dem Jahr 1965. Es erschien auf dem Album Help! Geschrieben wurde es von George Harrison. Es ist nach Don’t Bother Me das zweite Stück, das Harrison für die Band schrieb.

## Text
Der Text des Songs setzt die Abwesenheit der Angesprochenen voraus: “Please come on back to me, I’m lonely as can be.” („Bitte komm zurück zu mir, ich bin einsam, wie ich’s nur sein kann.“) „[…] dass sie [die Bitte] erhört wird, scheint unwahrscheinlich, denn die abschließenden beiden ‚I need you‘ verhallen.“ Wenn man autobiografische Züge unterstellt, ist die Angesprochene Pattie Boyd, Harrisons damalige Freundin, die er im darauffolgenden Jahr heiratete. Harrison erwähnt diesen Song in seiner Autobiografie nicht. “I Need You serves as a version of Help! but this time the narrator cries out to a specific person: his lover.” („I Need You ist eine Version von Help!, aber dieses Mal ruft der Erzähler eine bestimmte Person an: seine Geliebte.“).

## Komposition
Das Lied steht im 4⁄4-Takt, ist in A-Dur notiert und hat eine Länge von 2:28 Minuten. Das Tempo wird mit Moderato  bzw. Straight („geradlinig“, „direkt“) angegeben. „Harrisons zweite Nummer für die Beatles, die in den ersten acht Takten ihrer Verse-/Chorus-Struktur durchaus wirkungsvoll ist, enttäuscht durch eine harmonisch banale Bridge.“

## Aufnahme
Die Aufnahme fand am 15. und 16. Februar 1965 im Studio 2 der Abbey Road Studios statt. Produzent war George Martin.
Die Abmischungen des Liedes erfolgten am 18. Februar 1965 in Mono und am 23. Februar 1965 in Stereo. Am 26. Februar 1987 erfolgte die Erstveröffentlichung des Albums Help! als CD in Europa (USA: 21. Juli 1987), in einer von George Martin im Jahr 1986 hergestellten digitalen neuen Stereoabmischung.
Besetzung
- George Harrison: Lead-Gesang (double-tracked), Gitarre[13] (Jose Ramirez Guitarra de Estudio oder Jose Ramirez A 1 Segovia)
- John Lennon: Gesang, akustische Gitarre[14]
- Paul McCartney: Gesang, Bass (Höfner 500/1)
- Ringo Starr: Schlagzeug, Kuhglocke[15]

## Veröffentlichungen
Veröffentlicht wurde I Need You in Großbritannien auf dem Parlophone-Label auf dem Album Help! am 6. August 1965. In Deutschland erschien der Titel am 12. August 1965. In Italien erschien eine Single mit der A-Seite I Need You und der B-Seite Dizzy Miss Lizzy.

## Filmsequenz
Im Spielfilm Help! (deutsch: Hi-Hi-Hilfe!) spielen die Beatles den Song auf einem Feld umringt von sieben Panzern (gedreht in der Salisbury Plain).

## Kritiken
“George’s voice sounds tired;”

„Georges Stimme klingt müde;“

“Harrison’s callow originals I Need You and You Like Me Too Much […]”

„Harrisons unausgegorene Originale I Need You und You Like Me Too Much […]“

“[…] two of these songs show a nascent melodic elegance – the rising middle eight of Don’t Bother Me and the I Need You chorus.”

„[…] zwei von diesen Liedern zeigen eine zunehmende melodische Eleganz – der ansteigende Mittelteil von Don’t Bother Me und der Refrain von I Need You.“

“This is one of George’s finest compositions…”

„Dies ist eine von Georges besten Kompositionen…“

“A warmhearted love song that is one of the highlights of The Beatles' Help!”

„Ein warmherziges Liebeslied, das einen der Höhepunkte von Help! der Beatles darstellt.“

“George’s I Need You is a modest, mild love song that sounds a lot like the efforts of other contemporary songwriters to write in the style of Lennon and McCartney.”

„Georges I Need You ist ein bescheidenes, sanftes Liebeslied, das sehr nach Bemühungen anderer zeitgenössischer Liedschreiber klingt, im Stil von Lennon und McCartney zu schreiben.“

## Coverversionen
Beim Concert for George wurde I Need You zusammen mit Taxman und Handle with Care von Tom Petty & the Heartbreakers aufgeführt.